# Angelo Maria Durini
Angelo Maria Durini (né le 29 mai 1725 à Milan et mort le 28 avril 1796 dans la Villa Balbianello, à Lenno, près du lac de Côme) est un cardinal italien du XVIIIe siècle. Il est le neveu du cardinal Carlo Francesco Durini.

## Biographie
Angelo Maria Durini est nommé inquisiteur à Malte du 4 décembre 1753 au 19 mars 1759, archevêque titulaire d'Ancyre (de) en 1766 et est consacré par Clément XIII avec comme co-consécrateurs Scipione Borghese et Ignazio Reali. Il est envoyé comme nonce apostolique en Pologne en 1767. En 1774, il est premier président et député de la légation à Avignon.
Le pape Pie VI le crée cardinal lors du consistoire du 20 mai 1776 ; il ne reçut jamais son titre. Le richissime cardinal fait construire en 1787 la villa Balbianello au bord du lac de Côme, sur les ruines d'un couvent franciscain du XIIIe siècle.